# Guerre et Dinosaures
Guerre et Dinosaures (titre original : The Dinosaur Lords) est un roman de fantasy de Victor Milán paru en 2015 puis traduit en français et publié en 2016. Il s'agit du premier tome d'une trilogie. Six livres étaient annoncés par l'auteur, mais son décès en 2017 laissera la série inachevée.

## Résumé
Le monde de Paradis fut créé par les Dieux pour leur propre amusement, peuplé de royaumes humains et de dinosaures, il est aussi beau que mortel. Lors d'une bataille sanglante entre l'armée de l'empereur de la Nuevaropa et le parti des princes, le seigneur Karyl Bogomirsky est laissé pour mort. En partie amnésique, il entreprend un voyage qui changera la face du monde. Accompagné par le dresseur de dinosaure Rob Korrigan, ils devront faire face aux intrigues de la cours, aux terribles dinosaures de la Nuevaropa ainsi qu'à une mystérieuse secte.

## Personnages principaux
Personnages humains
- Karyl Bogomirsky : seigneur courageux, chef de guerre stratège et dresseur de dinosaure accomplis. À la suite d'une trahison il est laissé pour mort durant la bataille d'Augenfelsen. En partie amnésique et amputé d'une main, il entreprend un voyage qui causera des turbulences jusque chez les Dieux. Il est le favori de la déesse Aphrodite.
- Rob Korrigan : dresseur de dinosaure intelligent et rustre. Rob est un barde accompli Il méprise les nobles, leur arrogance et leur mépris pour la vie des gens du peuple. Il éprouve néanmoins du respect face au courage, au sens du sacrifice et à l'amour des dinosaures de Karyl et Jaume.
- Le comte Jaume : neveu et champion de l'empereur Felipe, Cousin et fiancé de la princesse Melodìa. C'est un guerrier, un poète et un commandant accompli. Il dirige les "Compagnons" un groupe de guerriers d'élites composé uniquement d'hommes, dont la structure ressemble à celle du bataillon sacré de Thèbes. En effet, les compagnons forment des couples, chacun combattant avec plus d'ardeur auprès de son partenaire. Bien que Jaume soit fiancé à Melodìa, il est l'amant et confident du Compagnon Pere.
- La princesse Melodìa : fille de l'empereur Felipe, elle est la fiancée du comte Jaume, dont elle est profondément amoureuse. Intelligente, douée d'une bonne répartie et d'une excellente formation martiale. N'étant jamais sortie du palais royal Melodìa est néanmoins naïve face aux conditions de vie difficiles des gens du peuple.
- Le Duc Falk von Hornberg : ancien rebelle du parti des princes, il est néanmoins pardonné par l'empereur Felipe après la bataille d'Augenfelsen. Il est ambitieux et manipulateur et cherche à être le plus proche conseiller de l'empereur. Bien qu'il déteste sa mère la duchesse, c'est elle qui le manipule à des fins politiques.
- L'empereur Felipe : père de Melodìa et Montserrat, empereur élu de la Nuevaropa par les autres seigneurs. Il a conscience d'avoir relativement peu de pouvoir politique face à ses conseillers.

Dinosaures
- Petite Nell : une Einiosaurus docile qui sert de monture à Rob. Elle est son amie la plus ancienne et loyale.
- Shiraa : une Allosaurus qui sert de monture de guerre à Karyl. Elle le considère comme sa mère et cherche à tout prix à le retrouver.
- Snowflake : un Tyrannosaurus albinos qui sert de monture de guerre au duc Falk.

Esprits surnaturels
- Aphrodite : considérée comme la déesse protectrice des humains, elle est le Genius loci de Paradis. Aphrodite est aussi la patronne de la beauté et des arts.
- Raguel : un Ange Gris, créature ennemie des habitants de Paradis. Porté sur l'action, Il est énergique et jovial.
- Uriel : un Ange Gris au tempérament calme, il préfère les complots et la corruption à l'action directe.
- Gabriel : troisième Ange Gris introduit, elle est passionnée et violente.